# L'adoration des mages
L'adoration des mages è un cortometraggio del 1903 diretto da Lucien Nonguet e Ferdinand Zecca. Terzo episodio del film La Vie et la Passion de Jésus-Christ (1903), che è composto da 27 episodi.

## Trama
Entrando nell'umile stalla, i saggi e i pastori si inginocchiano ai piedi di Maria che tiene tra le braccia Gesù appena nato.